# Parsac
Cet article concerne la commune nouvelle de Parsac. Pour l'ancienne commune fusionnée en 2016, voir Parsac (ancienne commune)
Parsac est une commune nouvelle française créée le 1er janvier 2025 dans le département de la Creuse, en région  Nouvelle-Aquitaine. Elle résulte de la fusion des communes de Parsac-Rimondeix et de Blaudeix. Parsac-Rimondeix était elle-même une commune nouvelle fondée en 2016 par la fusion de Parsac et de Rimondeix ; ainsi, la « nouvelle Parsac » recouvre le territoire de trois anciennes communes.

## Géographie

### Généralités

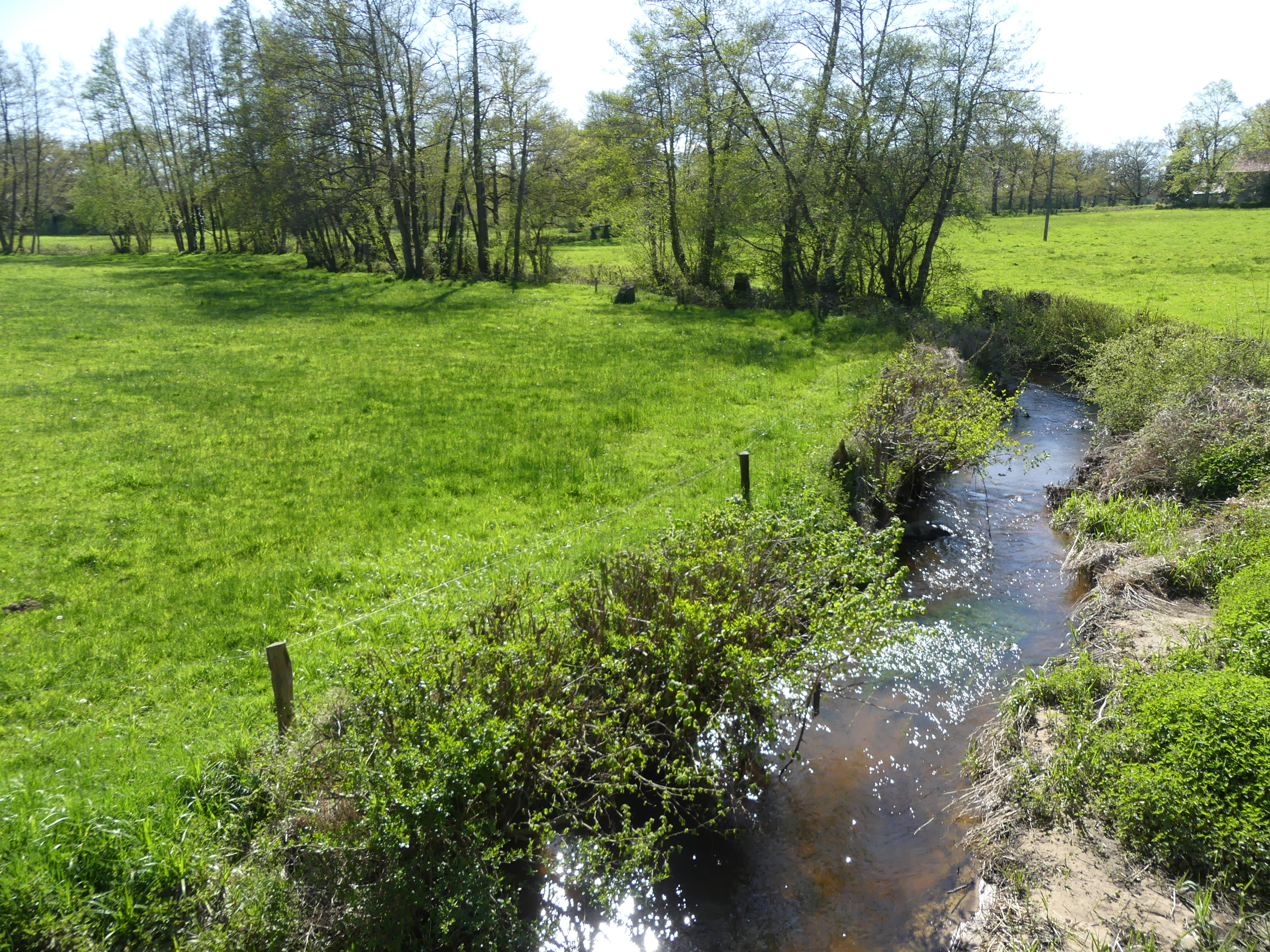
La Jarnagette au pont de la RD 9, au lieu-dit Lâge.

Dans le quart nord-est du département de la Creuse, la commune de Parsac s'étend sur 53,92 km2. Elle est arrosée par le Verraux et par ses affluents (les ruisseaux de l'Étang de Clavérolles, de Jarnagette, de Loubre et de Maison Neuve) et un sous-affluent (le ruisseau de Fragne).
L'altitude minimale avec 353 mètres se trouve localisée au nord, là où le Verraux quitte le territoire communal et entre sur celui de Domeyrot. L'altitude maximale avec 503 mètres est située dans le sud-ouest, au sud-ouest du lieu-dit les Bruyères.
Le bourg de Parsac où est implantée la mairie est situé 650 mètres au nord de de la RN 145 (RCEA). Il est composé d'une école maternelle et primaire, un collège, gymnase, bar-tabac (avec un point multi-services), d'une bibliothèque, agence postale, d'un salon de coiffure, service de taxi, stade de football et d'une salle polyvalente. Le petit bourg de Rimondeix se trouve cinq kilomètres plus au nord-ouest et celui de Blaudeix un kilomètre et demi encore plus à l'ouest.
Via la RN 145 (échangeur no 44 « Parsac »), le bourg est à 15 minutes de Guéret, 20 minutes de Montluçon, 1h de Limoges (RN145/A20) et 1h15 de Clermont-Ferrand (RN145/A71).
Le territoire communal est également desservi par les routes départementales RD 9, 30, 50, 66, 81 et 100.

### Communes limitrophes
Parsac est limitrophe de huit autres communes dont Clugnat au nord-ouest sur 250 mètres. Au nord-ouest, son territoire est disatant de moins de 350 mètres de celui d'Ajain.
| Clugnat           | Domeyrot             | La Celle-sous-Gouzon |
| Ladapeyre         | Parsac               |                      |
| Jarnages, Cressat | Saint-Dizier-la-Tour | Gouzon               |

### Milieux naturels et biodiversité
Dans leur traversée du territoire communal, les vallées du Verraux et de son affluent le ruisseau de l'Étang de Clavérolles — ainsi que celles de deux de ses trois affluents — font partie de la zone naturelle d'intérêt écologique, faunistique et floristique (ZNIEFF) de type 2 « vallée du Verraux et ruisseaux affluents (Fragne, Clavérolles, rio Buzet) », .
Pour le territoire de la commune nouvelle de Parsac (anciennes communes de Blaudeix et Parsac-Rimondeix), cela correspond à la vallée du Verraux en aval de la route départementale 9, à partir du lieu-dit la Chapelle, et à celle du ruisseau de l'Étang de Clavérolles à partir de l'ouest du bourg de Rimondeix ainsi que la partie aval du ruisseau de Fragne, s'étendant au total sur près de trois kilomètres carrés et demi, soit environ 25 % de la superficie totale de la ZNIEFF.
Ce site est remarquable par la présence de douze espèces déterminantes d'animaux (un insecte, un mammifère, sept oiseaux et trois poissons) et quatre de plantes phanérogames.

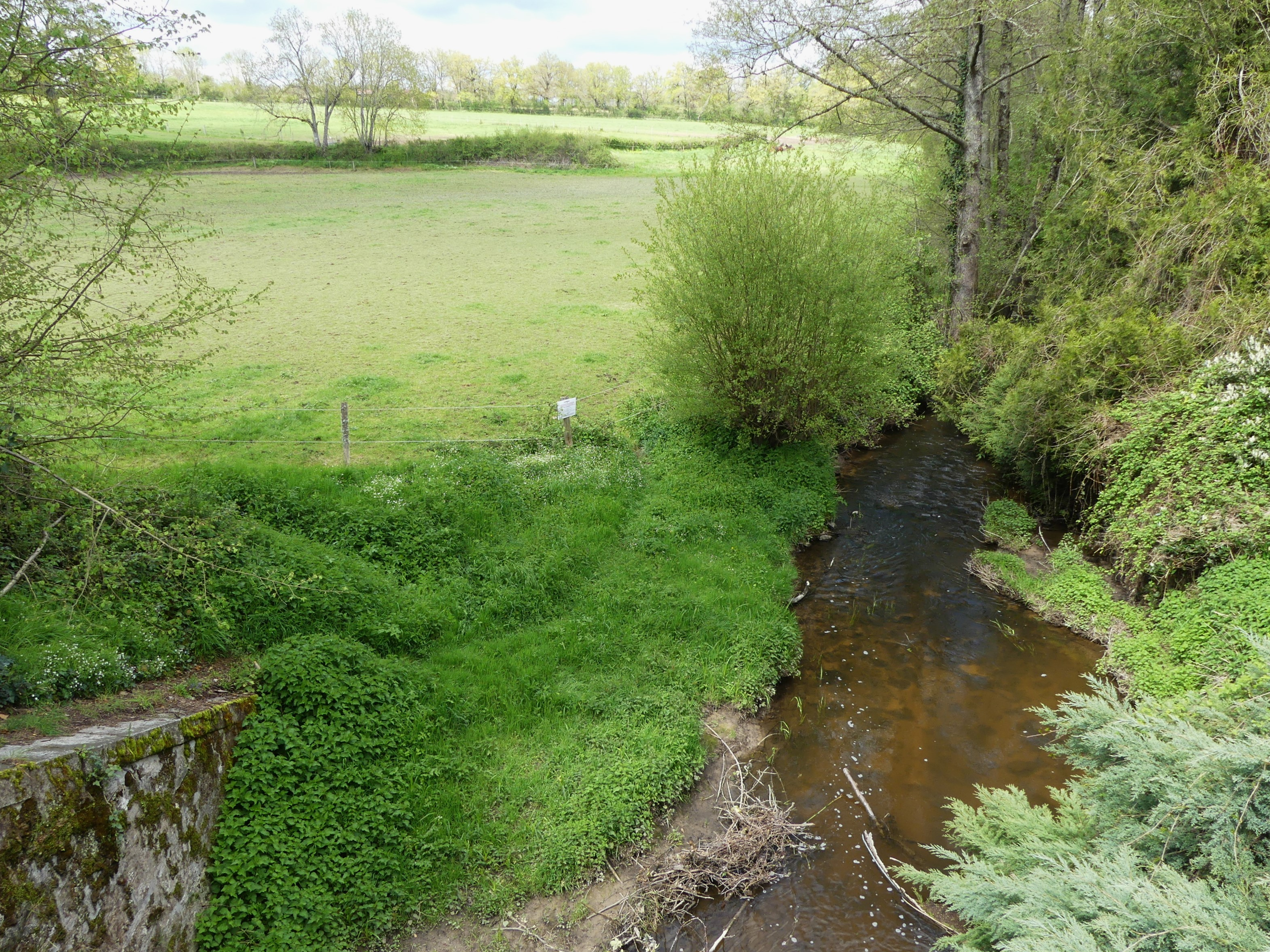
Le Verraux au lieu-dit la Chapelle, en aval de la RD 9.
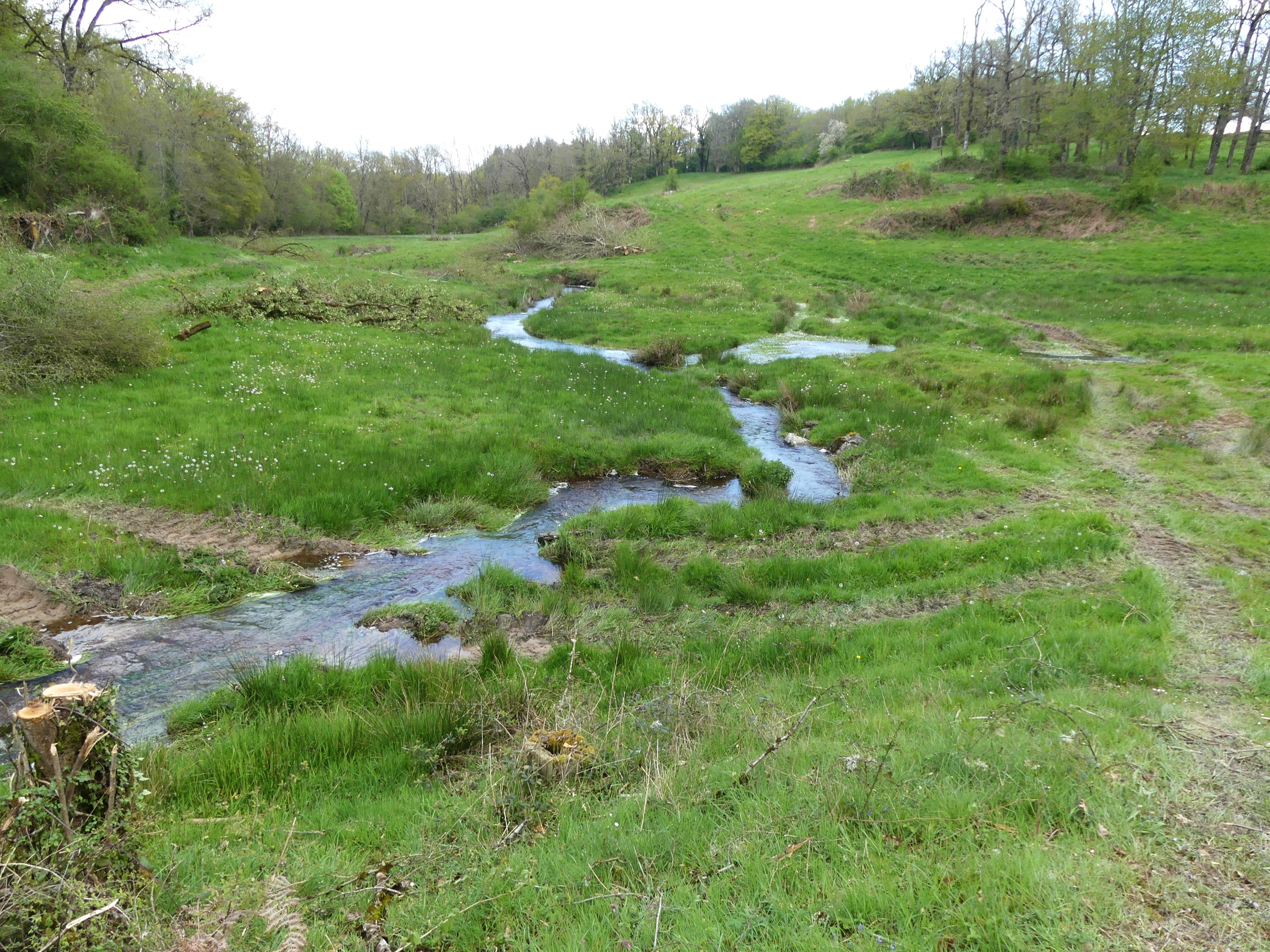
À Blaudeix, le ruisseau de l'Étang de Clavérolles reçoit sur sa droite un affluent qui marquait antérieurement la limite avec Parsac-Rimondeix.

## Urbanisme

### Villages, hameaux et lieux-dits
Outre les bourgs de Blaudeix, de Parsac et de Rimondeix proprement dits, le territoire se compose d'autres villages ou hameaux, ainsi que de lieux-dits détaillés sur les articles de Blaudeix, Parsac (ancienne commune) et Rimondeix.

## Histoire
La commune est créée le 1er janvier 2025 à la suite d'un arrêté préfectoral du 27 septembre 2024 par la fusion des communes de Parsac-Rimondeix et de Blaudeix. Le chef-lieu de la commune nouvelle est fixé à la mairie de l'ancienne commune de Parsac-Rimondeix.

## Politique et administration
Jusqu'aux prochaines élections municipales françaises de 2026, le conseil municipal de la commune nouvelle est constitué de l'ensemble des membres en exercice des conseils municipaux des deux communes fondatrices.

### Liste des maires
| Période | Période  | Identité | Étiquette | Qualité |
| ------- | -------- | -------- | --------- | ------- |
| 2025    | En cours |          |           |         |

### Communes déléguées
| Nom                      | Code Insee | Intercommunalité     | Superficie (km2) | Population (dernière pop. légale) | Densité (hab./km2) |
| ------------------------ | ---------- | -------------------- | ---------------- | --------------------------------- | ------------------ |
| Parsac-Rimondeix (siège) | 23149      | CC Creuse Confluence | 47,02            | 713 (2022)                        | 15                 |
| Blaudeix                 | 23023      | CC Creuse Confluence | 6,9              | 110 (2022)                        | 16                 |

## Population et société

### Démographie
L'évolution du nombre d'habitants est connue à travers les recensements de la population effectués dans la commune depuis sa création.

En 2022, la commune comptait 823 habitants.
| 2022 |
| ---- |
| 823  |

## Culture locale et patrimoine

### Lieux et monuments

#### Patrimoine civil
- Château de la Chapelle à Parsac.
- La gare de Parsac - Gouzon.
- Tilleul de Sully dans le bourg de Blaudeix.

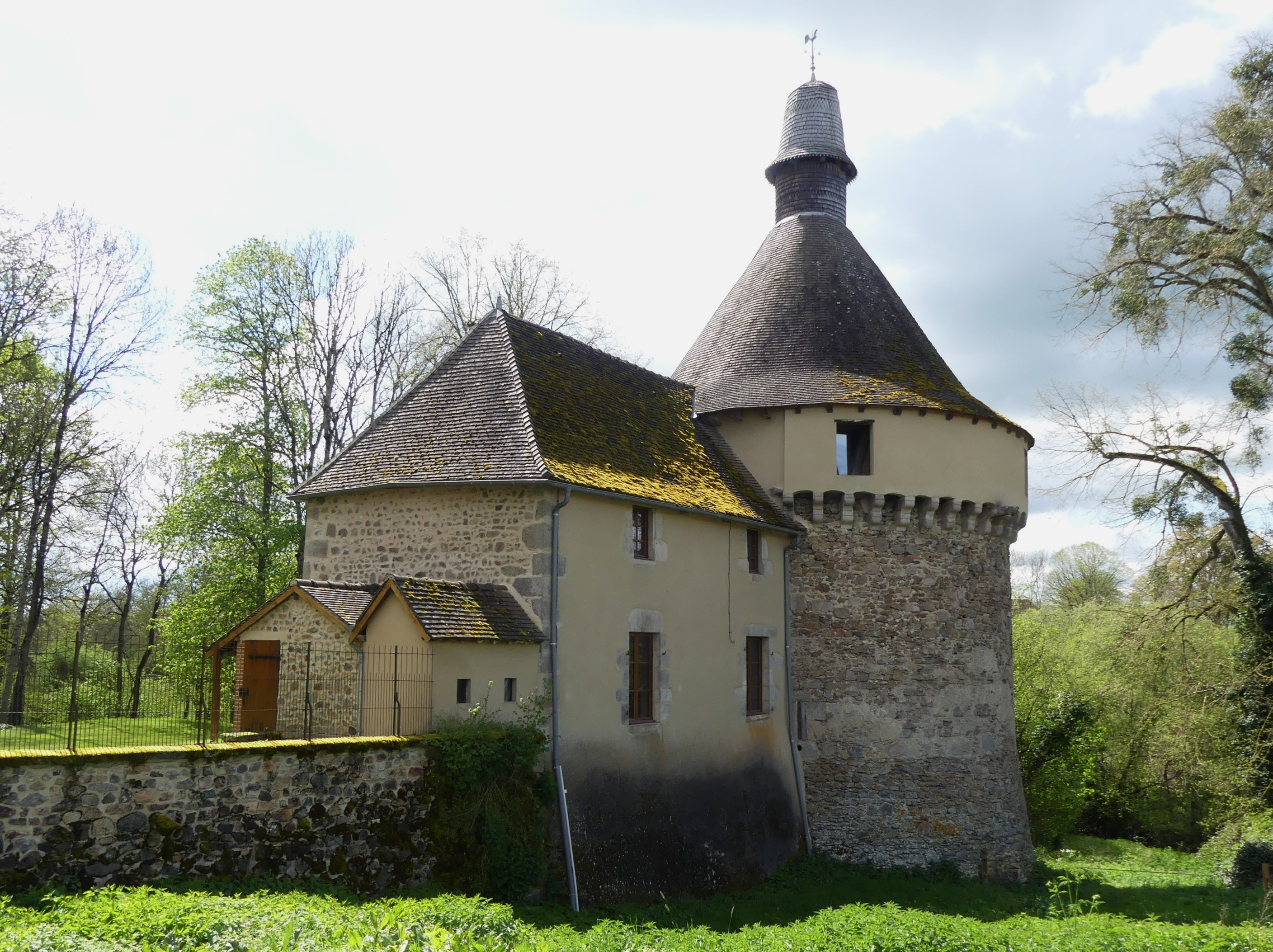
Le château de la Chapelle.
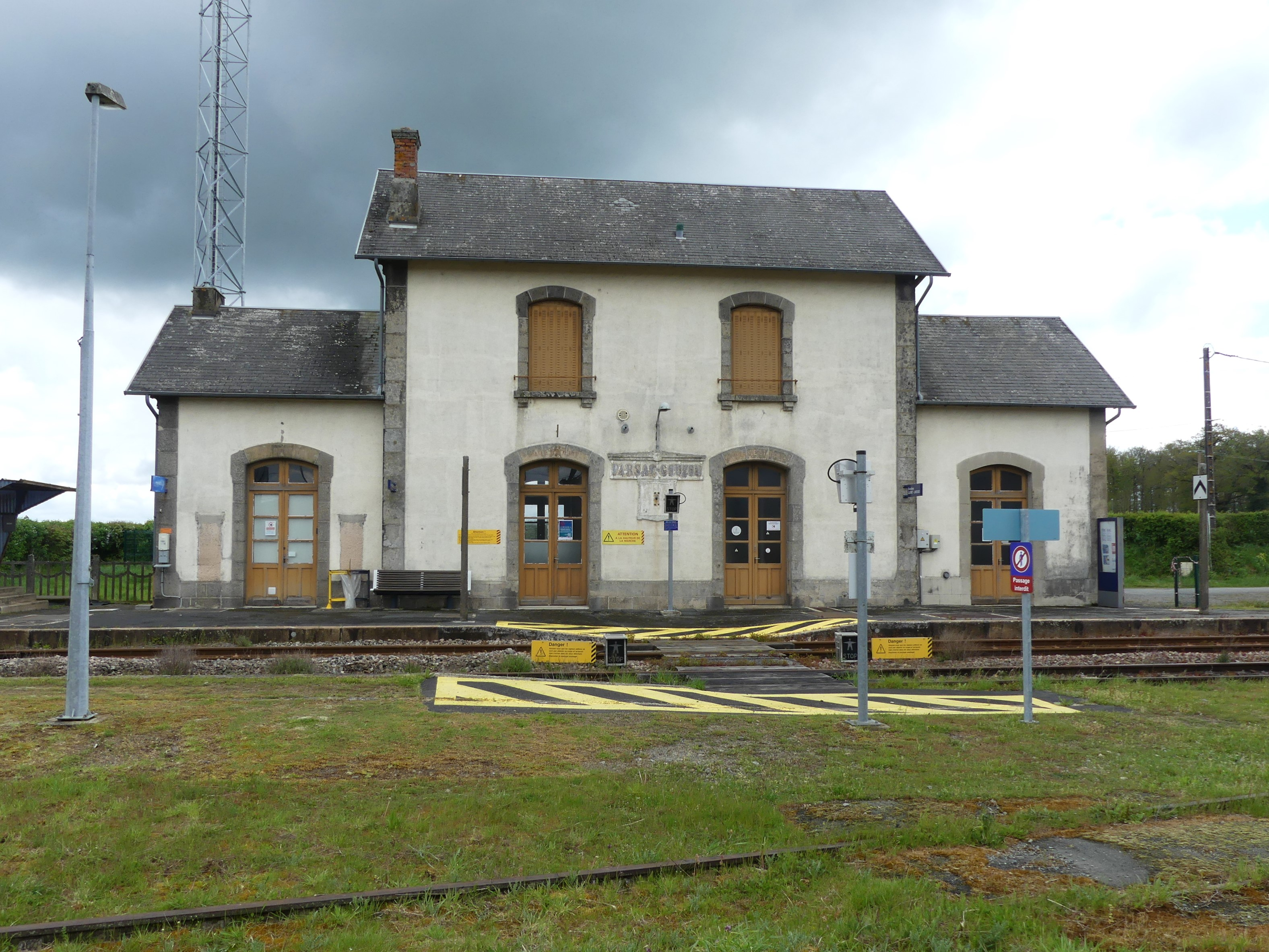
L'ancien bâtiment voyageurs de la gare de Parsac - Gouzon.
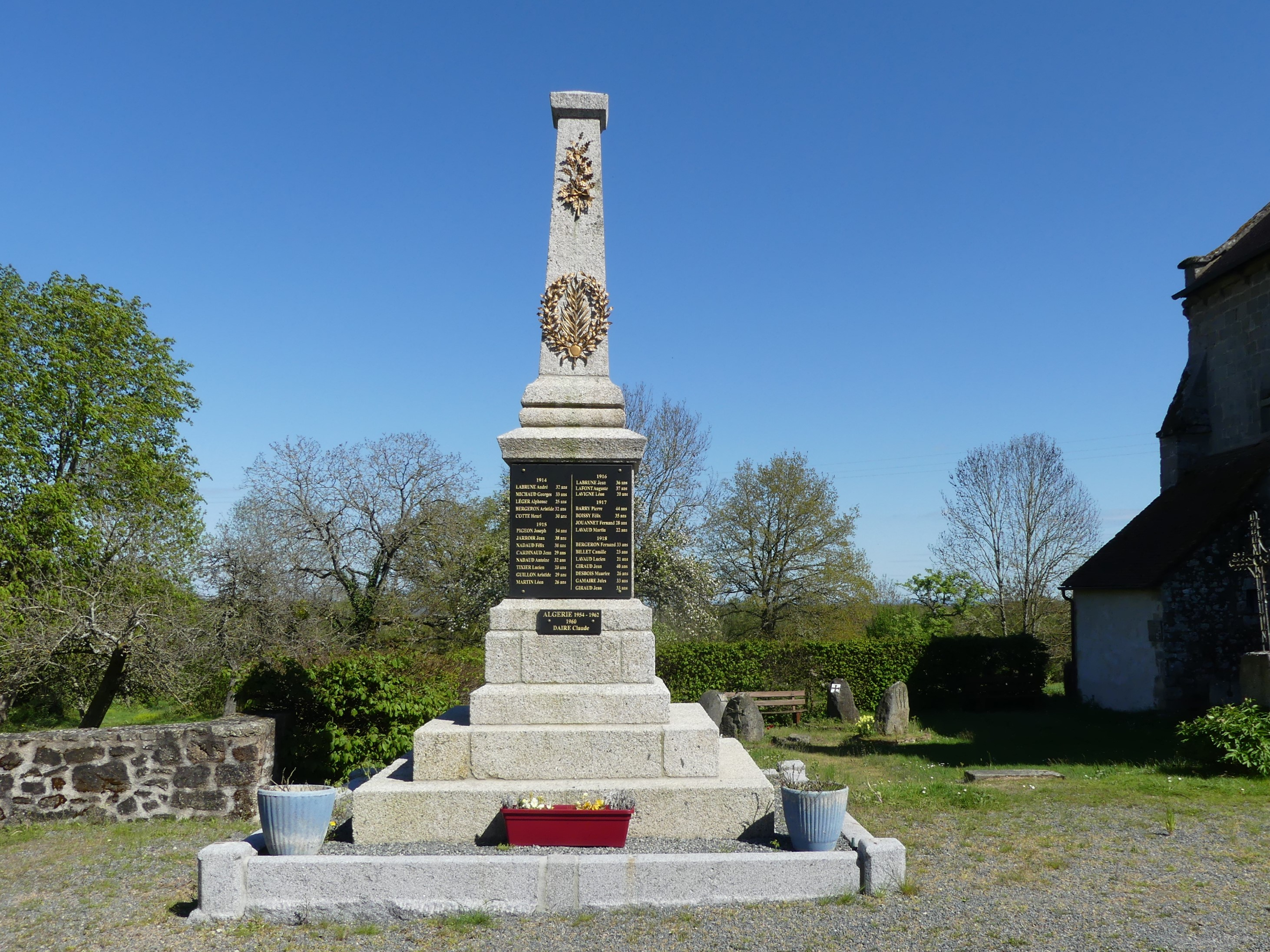
Le monument aux morts de Blaudeix.
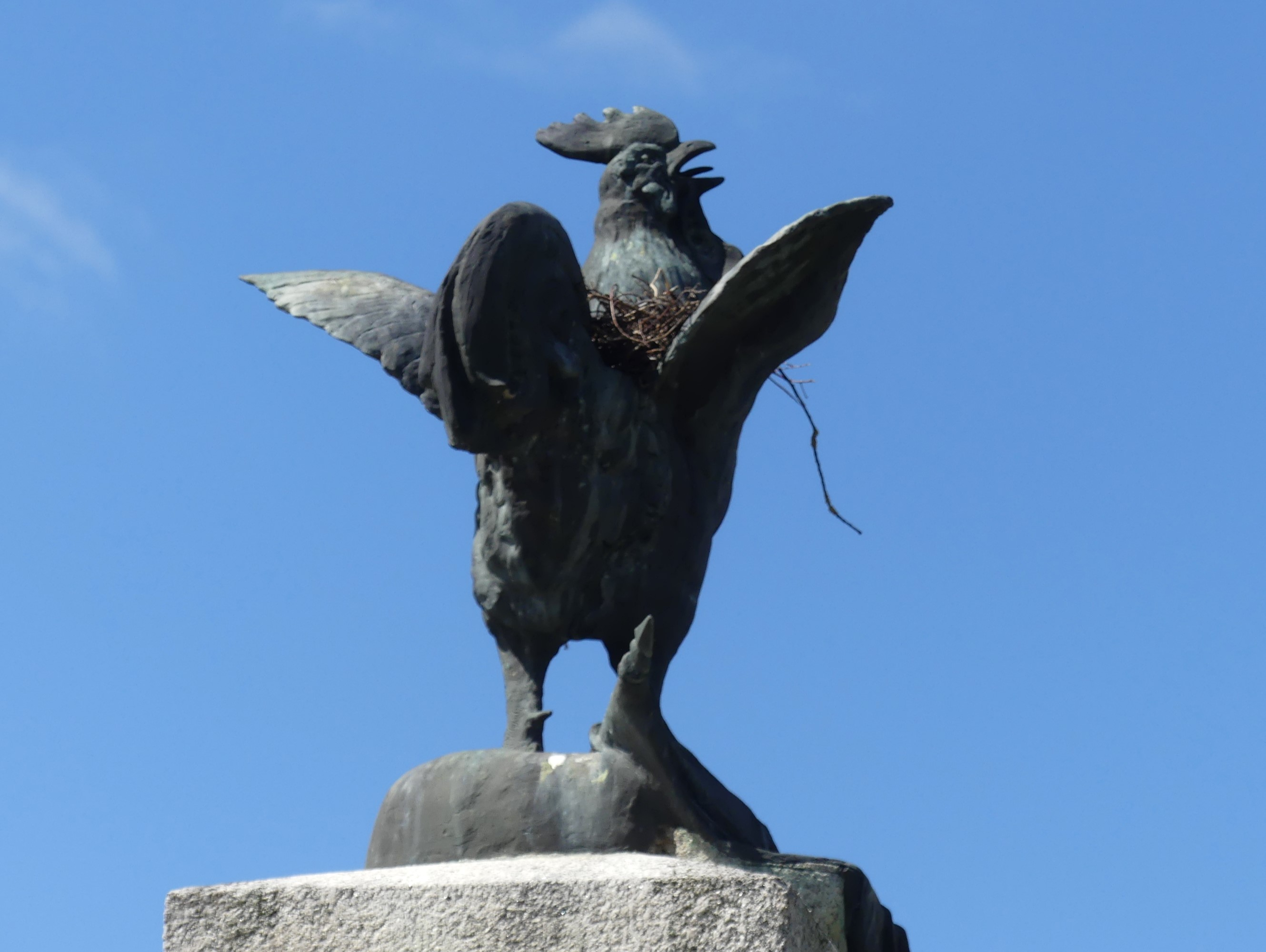
Le coq qui surmonte le monument aux morts de Parsac.
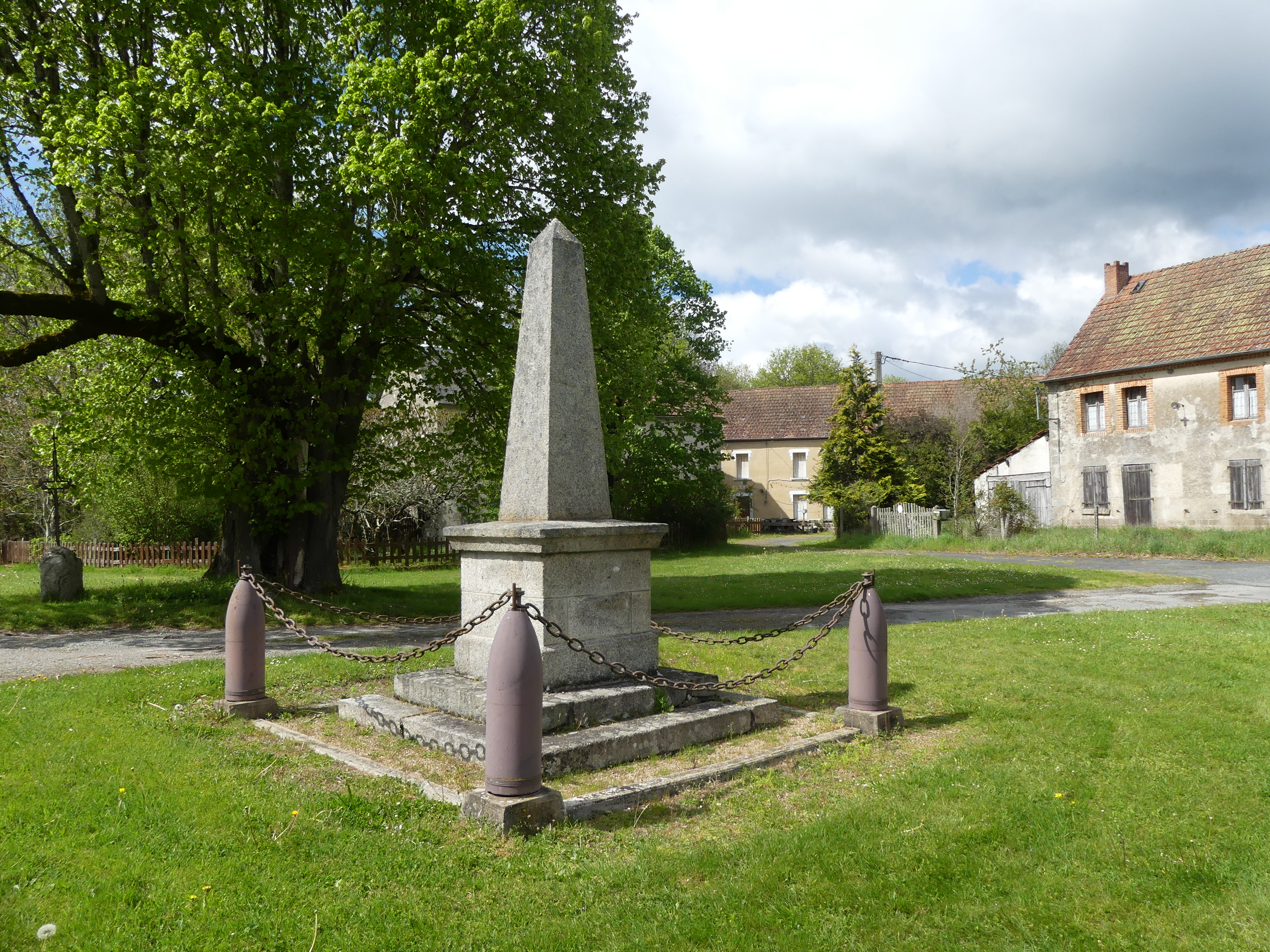
Le monument aux morts de Rimondeix.
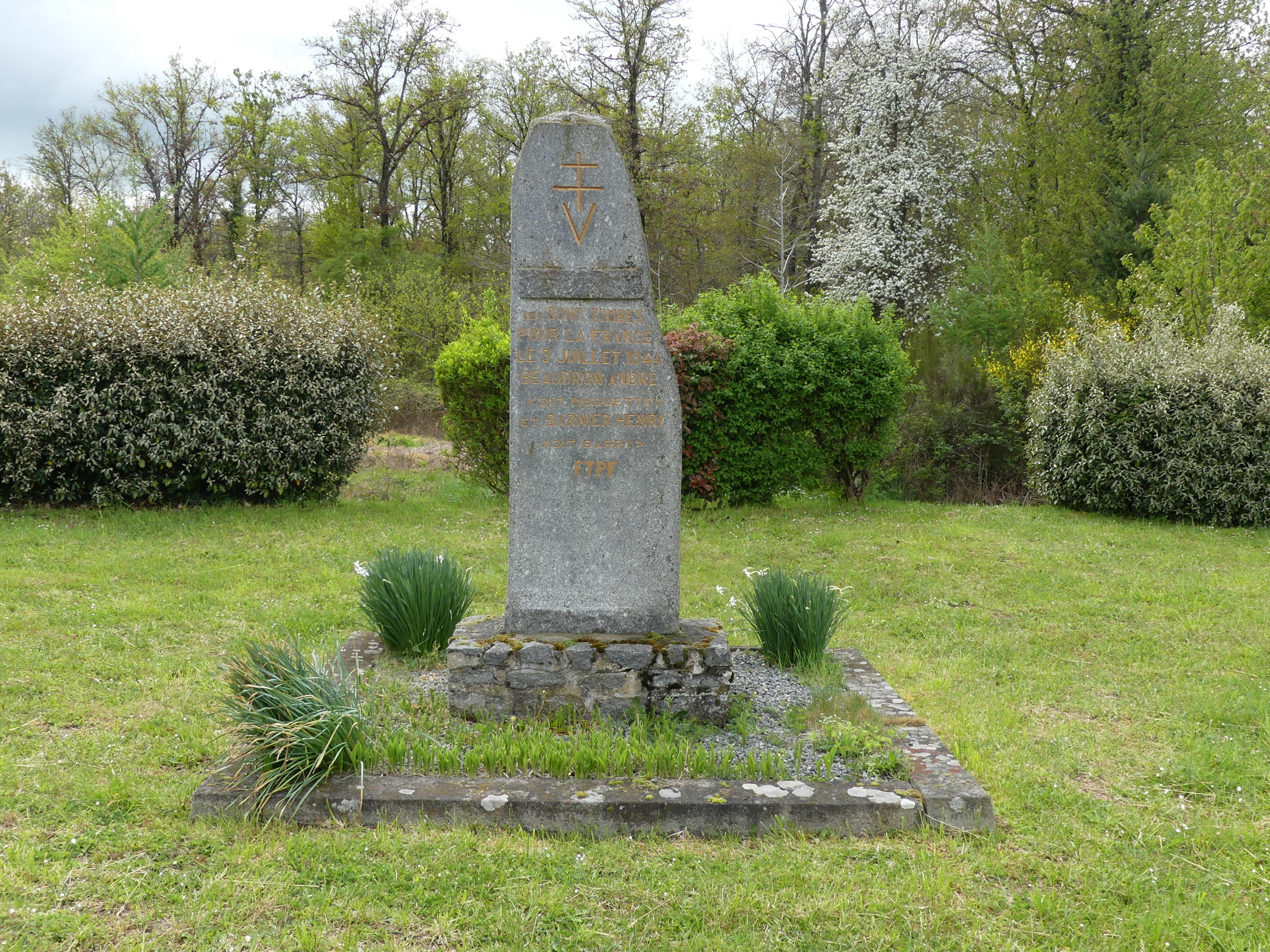
Stèle à la mémoire de deux Francs-tireurs et partisans, près de la gare.
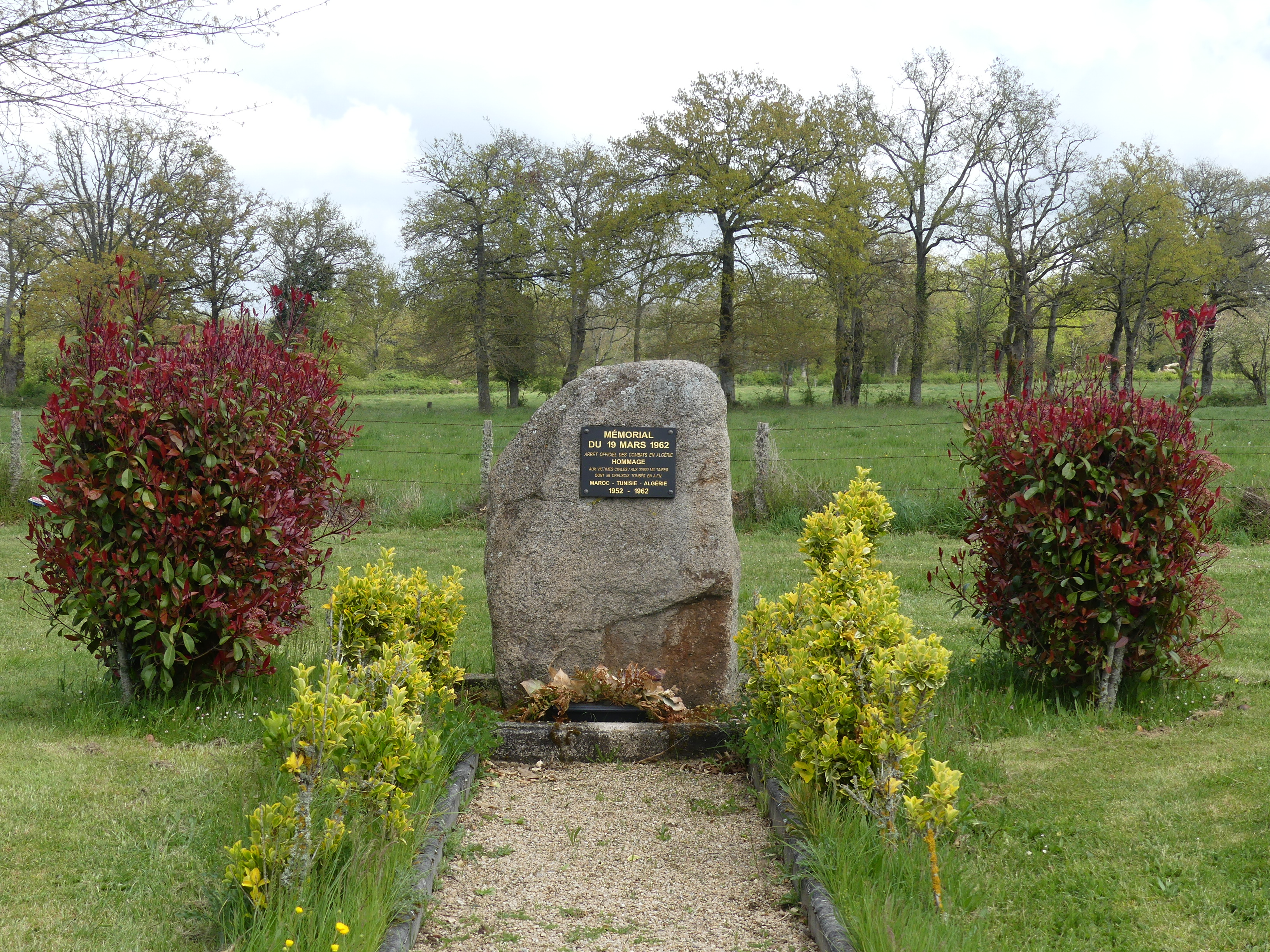
Le mémorial du 19 mars 1962 à Parsac.

#### Patrimoine religieux
- Église templière Saint-Jean-Baptiste de Blaudeix de style de transition roman/gothique, datant du XIIIe siècle[9]. L'édifice a été inscrit au titre des monuments historique en 1934[10].
- L'église Saint-Martin, y compris son décor peint, est inscrite au titre des monuments historiques en 1989[11]. Son maître-autel avec retable du XIXe siècle est inscrit au titre des monuments historiques en 1979[12].
- Chapelle Sainte-Madeleine, ou chapelle des Templiers, au lieu-dit Madeleine[13].

- L'église Saint-Jean-Baptiste du XIIe siècle. Ses façades et toitures ainsi que l'intérieur de l'abside ont été inscrits au titre des monuments historique en 1980[14]. Elle a été restaurée en 2013[15].

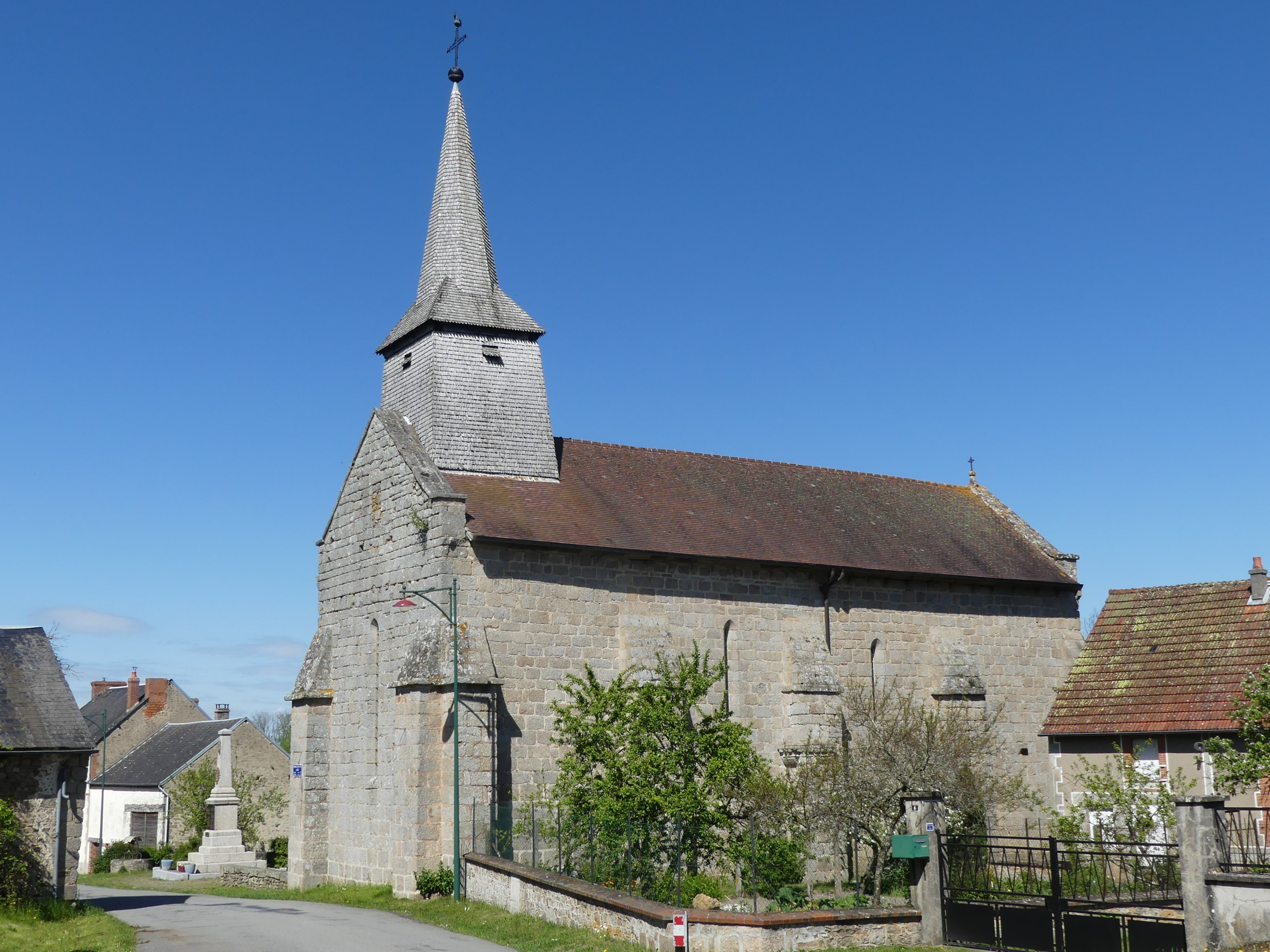
L'église Saint-Jean-Baptiste de Blaudeix.
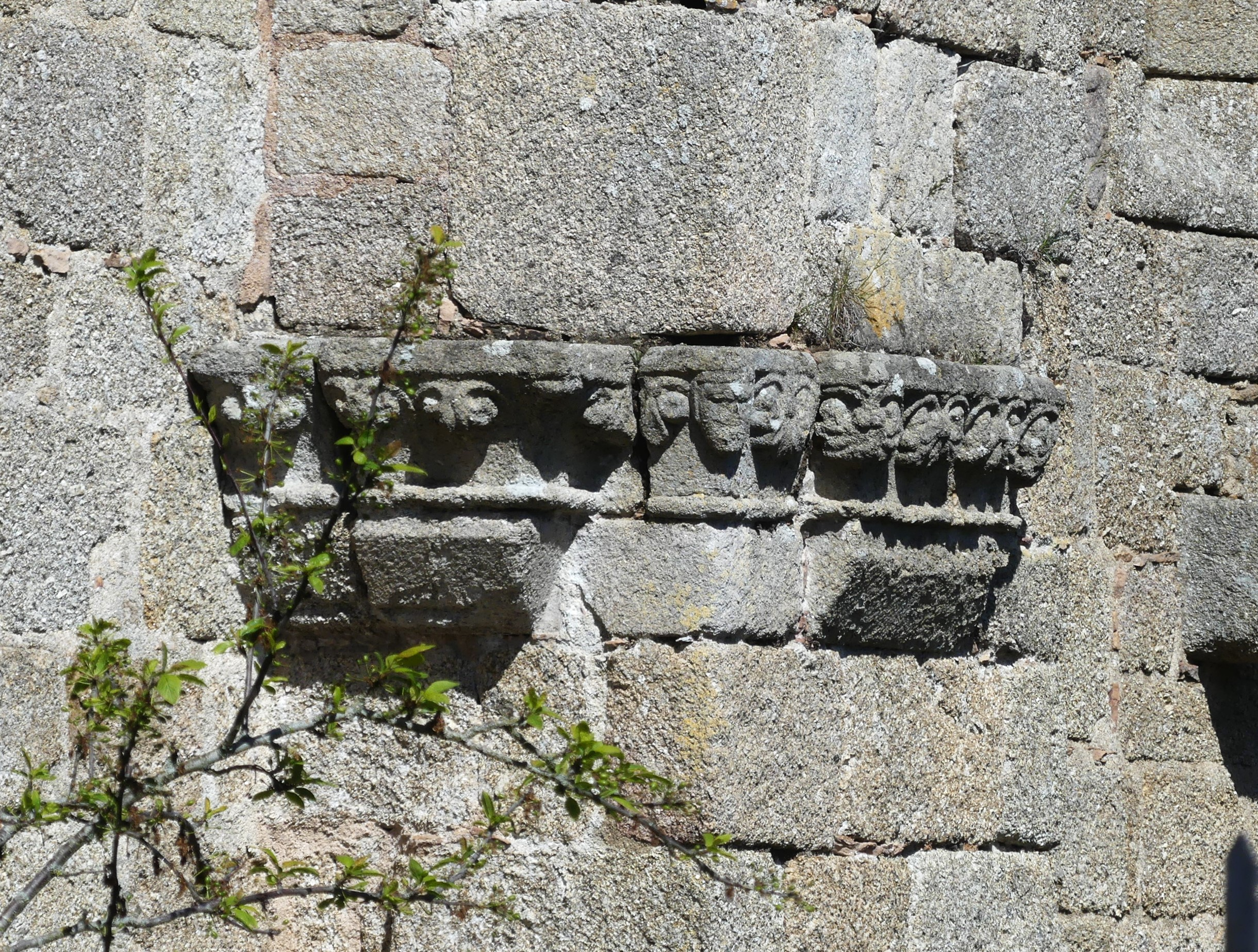
Vestiges de chapiteaux intégrés à la façade sud de l'église.
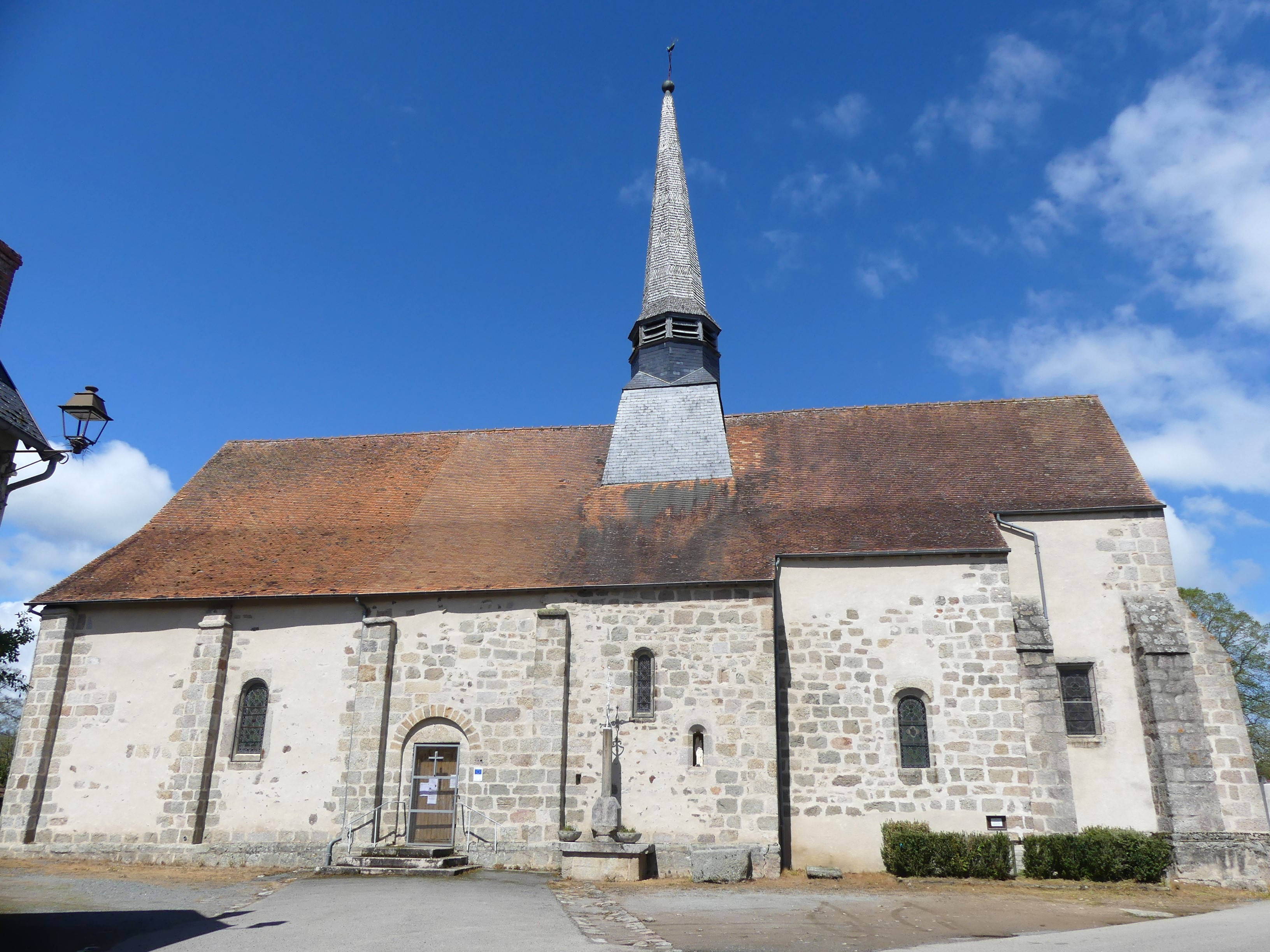
L'église Saint-Martin.
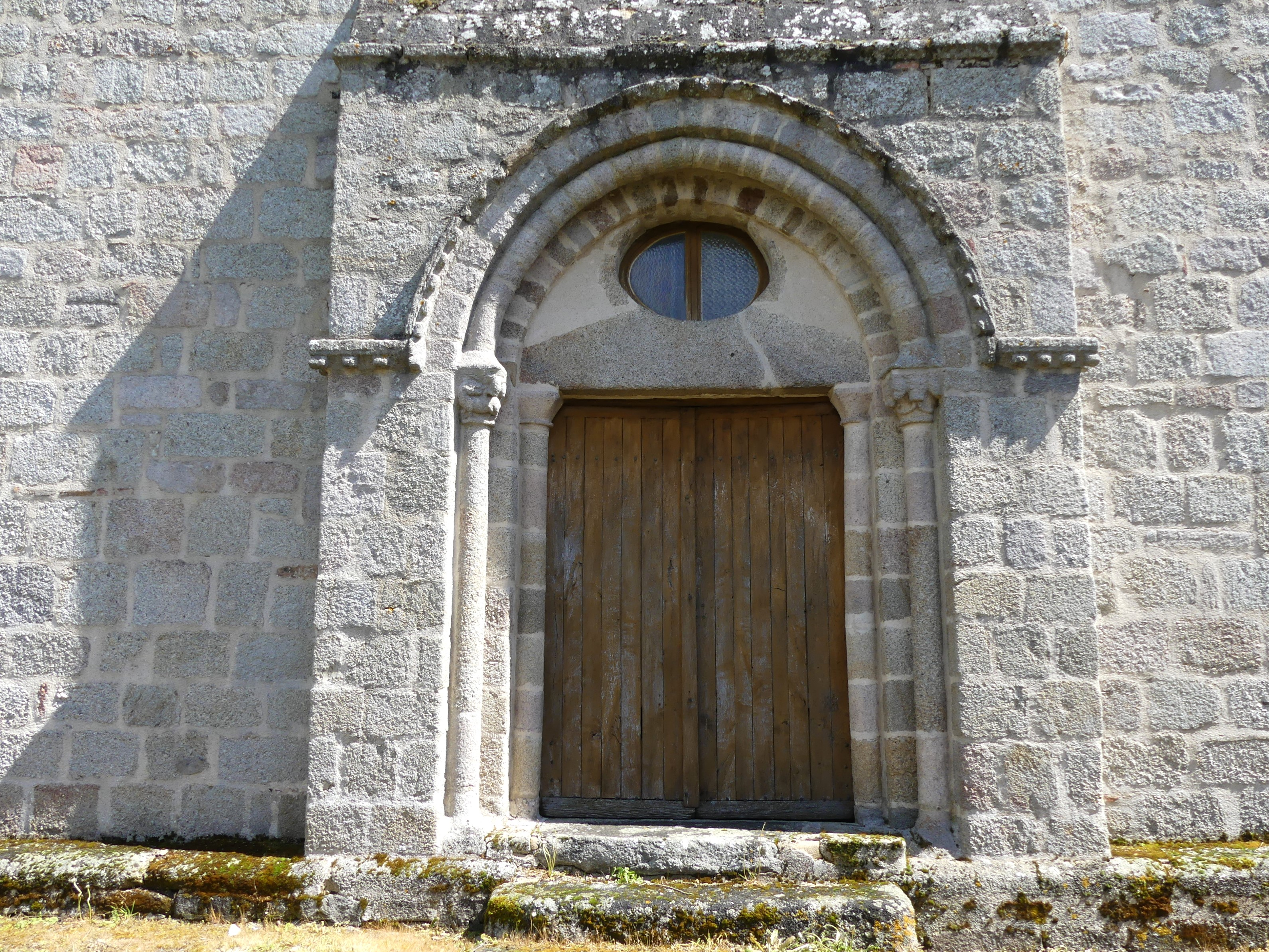
Son portail.
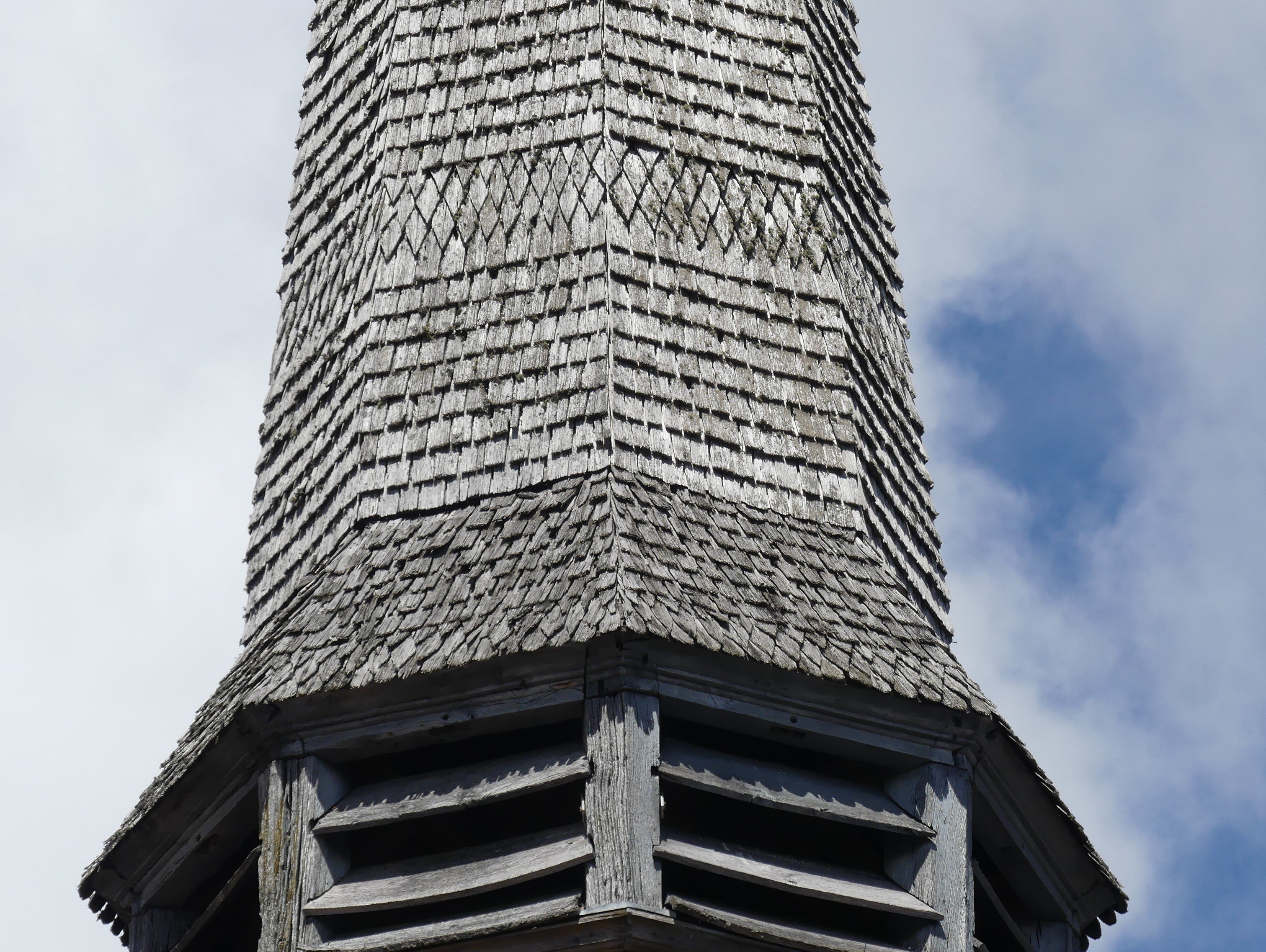
Les bardeaux du clocher.
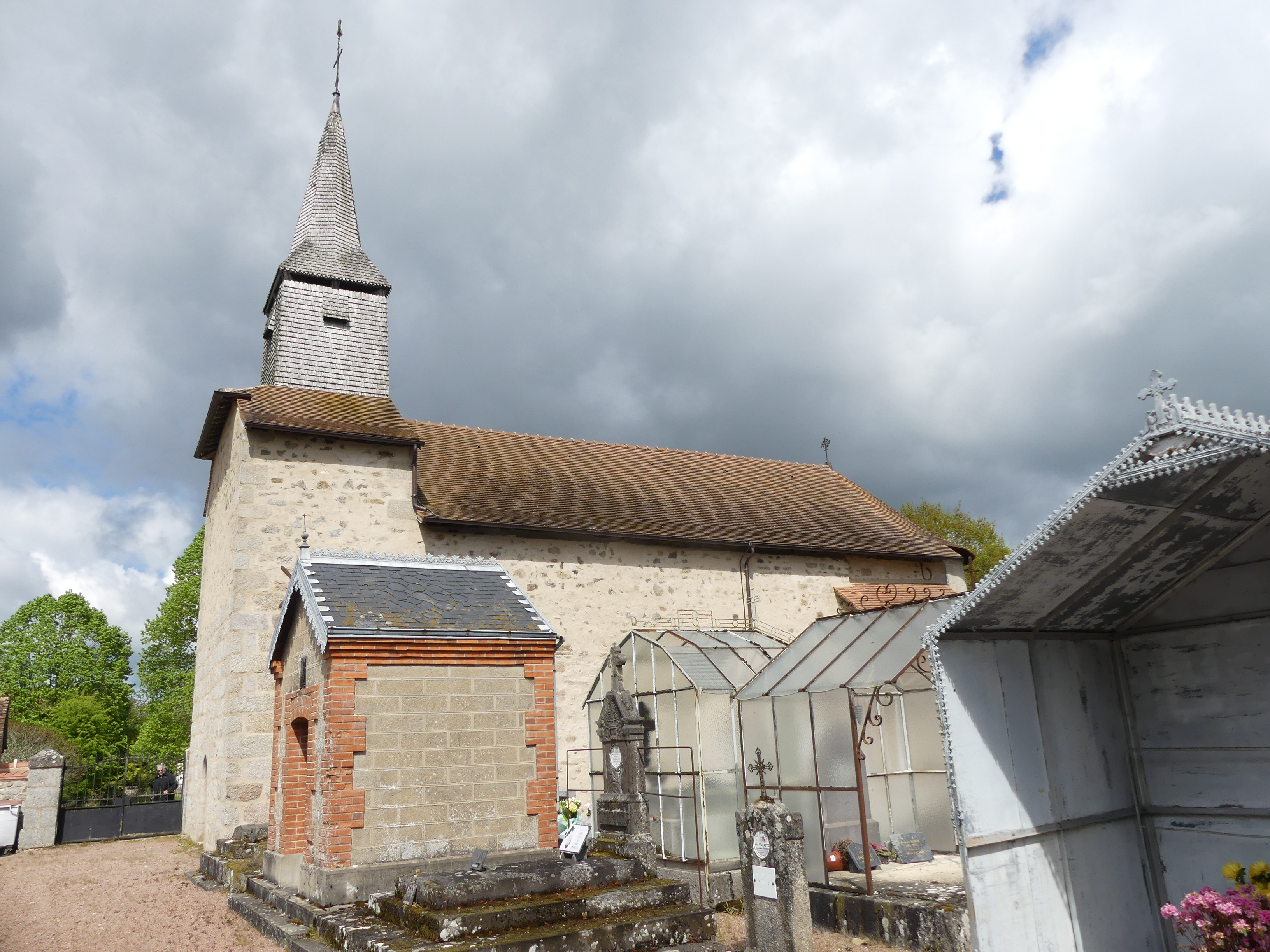
L'église Saint-Jean-Baptiste de Rimondeix.

### Personnalités liées à la commune
- Octave Dayen (1906-1987), né et mort à Parsac, est un coureur cycliste français.